# Публій Сей Фусціан
Пу́блій Сей Фусціа́н (лат. Publius Seius Fuscianus; 120 — після 189) — державний та військовий діяч Римської імперії, консул 188 року та консул-суффект 151 року.

## Життєпис
Походив з патриціанського роду Сейїв. Замолоду став другом майбутнього імператора Марка Аврелія. У 151 році Публія Сейя було призначено консулом-суффектом. Брав активну участь у маркоманських війн 166—174 та 178—180 років. У 188 році став консулом разом з Марком Сервілієм Сіланом. У 188—189 роках Публій Сей був префектом Риму. Подальша доля його невідома.

## Родина
- Син — Сей (155—д/н)
- Дочка — Фабія Фусцінелла (165—д/н)
- Онук — Квінт Фабій Клодій Агріппіан Цельс